# Patinação artística na Universíada de Inverno de 2007 - Individual feminino
A competição individual feminino da patinação artística na Universíada de Inverno de 2007 foi realizada no Palavela, em Turim, Itália. O programa curto foi disputado no dia 19 de janeiro e a patinação livre no dia 20 de janeiro de 2007.

## Medalhistas
| Ouro   | JPN Akiko Suzuki      |
| Prata  | ITA Valentina Marchei |
| Bronze | CHN Fang Dan          |

## Resultados

### Geral
| Pos.              | Nome                    | Nacionalidade  | Pontos | PC         | PL         |
| ----------------- | ----------------------- | -------------- | ------ | ---------- | ---------- |
| Medalha de ouro   | Akiko Suzuki            | Japão          | 148.24 | 50.40 (1)  | 97.84 (1)  |
| Medalha de prata  | Valentina Marchei       | Itália         | 141.23 | 50.08 (2)  | 91.15 (3)  |
| Medalha de bronze | Fang Dan                | China          | 136.50 | 49.49 (3)  | 87.01 (4)  |
| 4                 | Shin Yea-ji             | Coreia do Sul  | 131.90 | 48.85 (4)  | 83.05 (7)  |
| 5                 | Liu Yan                 | China          | 128.62 | 43.06 (8)  | 85.56 (5)  |
| 6                 | Xu Binshu               | China          | 124.50 | 33.00 (18) | 91.50 (2)  |
| 7                 | Yuki Umetani            | Japão          | 123.20 | 43.23 (7)  | 79.97 (8)  |
| 8                 | Idora Hegel             | Croácia        | 120.81 | 35.39 (16) | 85.42 (6)  |
| 9                 | Choi Ji-eun             | Coreia do Sul  | 117.94 | 44.11 (6)  | 73.83 (11) |
| 10                | Stephanie Roth          | Estados Unidos | 117.06 | 39.60 (10) | 77.46 (9)  |
| 11                | Katarina Gerboldt       | Rússia         | 113.76 | 39.09 (11) | 74.67 (10) |
| 12                | Malin Hållberg-Leuf     | Suécia         | 112.30 | 45.90 (5)  | 66.40 (15) |
| 13                | Roxana Luca             | Romênia        | 109.93 | 38.93 (12) | 71.00 (13) |
| 14                | Tuğba Karademir         | Turquia        | 107.03 | 38.54 (13) | 68.49 (14) |
| 15                | Gwendoline Didier       | França         | 102.56 | 37.58 (14) | 64.98 (17) |
| 16                | Olga Naidenova          | Rússia         | 102.15 | 28.99 (24) | 73.16 (12) |
| 17                | Cindy Carquillat        | Suíça          | 101.87 | 40.14 (9)  | 61.73 (19) |
| 18                | Henriikka Hietaniemi    | Finlândia      | 97.71  | 32.45 (20) | 65.26 (16) |
| 19                | Hristina Vassileva      | Bulgária       | 95.03  | 32.63 (19) | 62.40 (18) |
| 20                | Jacqueline Belenyesiová | Eslováquia     | 94.25  | 35.67 (15) | 58.58 (21) |
| 21                | Myriam Leuenberger      | Suíça          | 87.91  | 31.06 (22) | 56.85 (22) |
| 22                | Karin Brandstätter      | Áustria        | 86.60  | 35.03 (17) | 51.57 (26) |
| 23                | Alenka Zidar            | Eslovênia      | 86.58  | 26.91 (26) | 59.67 (20) |
| 24                | Elena Zhidkova          | Rússia         | 84.89  | 30.43 (23) | 54.46 (24) |
| 25                | Jennifer Don            | Taipé Chinesa  | 84.45  | 31.30 (21) | 53.15 (25) |
| 26                | Ksenia Jastsenjski      | Sérvia         | 80.67  | 25.39 (27) | 55.28 (23) |
| 27                | Lee Sun-bin             | Coreia do Sul  | 76.97  | 28.53 (25) | 48.44 (28) |
| 28                | Sarah Mooslechner       | Áustria        | 75.26  | 24.84 (28) | 50.42 (27) |
| 29                | Alisa Kireeva           | Ucrânia        | 65.78  | 21.78 (29) | 44.00 (30) |
| 30                | Joy Chang               | Taipé Chinesa  | 65.65  | 18.88 (30) | 46.77 (29) |
| 31                | Simone Pastusiak        | Brasil         | 29.81  | 11.27 (31) | 18.54 (31) |

Legenda
| Recorde mundial      | Recorde mundial (World record)               |                       | Recorde africano                      | Recorde africano (African) |                                           | Q | Classificado por posição (Qualified) |
| Recorde olímpico     | Recorde olímpico (Olympic record)            | Recorde da América    | Recorde da América (Americas)         | q                          | Classificado por melhor tempo (Qualified) |   |                                      |
| Melhor marca do ano  | Melhor marca do ano (World leading)          | Recorde asiático      | Recorde asiático (Asian)              | DNS                        | Não largou (Did not start)                |   |                                      |
| Recorde nacional     | Recorde nacional (National record)           | Recorde europeu       | Recorde europeu (European)            | DNF                        | Não terminou (Did not finish)             |   |                                      |
| Recorde pessoal      | Recorde pessoal do atleta (Personal best)    | Recorde da Oceania    | Recorde da Oceania (Oceania)          | DSQ / DQ                   | Desclassificado (Disqualified)            |   |                                      |
| Recorde da temporada | Recorde da temporada do atleta (Season best) | Recorde sul-americano | Recorde sul-americano (South America) | NM                         | Sem marca (No mark)                       |   |                                      |